# Tilda Johansson
Tilda Johansson (* 14. Juli 1999 in Örnsköldsvik, Västernorrlands län) ist eine ehemalige schwedische Biathletin und Skilangläuferin. Im Winter 2022/23 gelang ihr der Gesamtsieg im IBU-Cup.

## Sportliche Laufbahn

### Skilanglauf
Tilda Johansson trat 2015 in Idre erstmals bei Juniorenwettkämpfen im Langlauf an, im Sommer 2017 erzielte sie bei Rollerskibewerben in Torsby erste Podestplatzierungen. Ihre erste Meisterschaft bei den Senioren waren die schwedischen Meisterschaften 2021, ein Jahr später wurde Johansson beim selben Turnier über 15 km Freistil im Massenstart Sechste und hatte knapp drei Minuten Rückstand auf die Siegerin Charlotte Kalla. Zudem startete sie in FIS-Rennen und wurde im April 2022 zweimal Vierte, dabei schlug sie etablierte Langläufer wie Evelina Settlin, Lisa Vinsa und Lovisa Modig.

### Biathlon
Johanssons erste internationale Biathlonwettkämpfe waren die Junioreneuropameisterschaften 2017, sie spielte in den Ergebnislisten allerdings keine Rolle. Ihr Debüt im IBU-Cup gab die Schwedin Anfang 2020 in Osrblie, daraufhin nahm sie auch an den Juniorenweltmeisterschaften teil. Zu Beginn des Winters 2020/21 lief Johansson am Arber zweimal unter die Top 10 im IBU-Cup und wurde zudem mit Ingela Andersson, Anna Magnusson und Elisabeth Högberg Staffelzweite. In Antholz durfte sie daher erstmals im Weltcup starten und wurde 59. des Einzels. Im August 2022 nahm sie an den Sommerbiathlon-Weltmeisterschaften teil und qualifizierte sich für den Massenstart, den sie nach vier fehlerfreien Schießen auf dem achten Rang abschloss. Mitte November kürte sich Johansson dann bei den Vorbereitungsrennen in Idre zur schwedischen Meisterin, nachdem sie im kurzen Einzelbewerb alle Scheiben traf und ihre Teamkollegen Johanna Skottheim und Anna Magnusson klar distanzierte. Extrem stark fand die Schwedin daraufhin in den Winter 2022/23, nach zwei Podestplätzen und sechs weiteren Top-10-Ergebnissen war sie nach dem ersten Trimester Zweite der IBU-Cup-Gesamtwertung und absolvierte daraufhin in Antholz ihr zweites Weltcuprennen. Dabei wurde die Schwedin im Sprint 33. und fuhr erste Weltcuppunkte ein, im Verfolger verbesserte sie sich klar und lief auf Platz 20.
Bei den Europameisterschaften 2023 in der Lenzerheide, die im Rahmen des IBU-Cups ausgetragen wurden, gewann die Nordeuropäerin drei Medaillen. Sowohl im Sprint als auch in der Verfolgung belegte sie den Silberrang, in der Mixedstaffel erreichte sie mit Schweden den dritten Platz. Bei der folgenden Veranstaltung im österreichischen Obertilliach gewann Johansson ihren ersten IBU-Cup-Wettkampf. Im Sprint siegte sie nach einem fehlerlosen Schießen mit 36 Sekunden Vorsprung vor der zweitplatzierten Französin Sophie Chauveau. Damit ging Johansson in der IBU-Cup-Gesamtwertung als Führende mit 78 Punkten Vorsprung auf die Französin Gilonne Guigonnat in die beiden letzten Rennwochenenden im kanadischen Canmore, erlitt aber in der Wettkampfpause eine Coronaerkrankung und ging die Rennen dementsprechend geschwächt an. Dies zeigte sich zunächst auch in den Ergebnissen, mit gutem Schießen verhinderte die Schwedin katastrophale Resultate und klassierte sich im relativ dezimierten Teilnehmerfeld in zwei Bewerben unter den besten 20. Vor dem entscheidenden Verfolgungsrennen hatte sie nur noch acht Punkte Vorsprung auf Guigonnat, erzielte aber nach drei Schießfehlern Rang acht. Dieser und die Tatsache, dass sich die Französin nur zwei Positionen vor ihr einordnete, verhalf der Schwedin zum Gesamtsieg mit genau zwei Punkten Abstand auf Guigonnat. Zum Weltcupfinale trat sie trotz Startrecht nicht mehr an.
Mit persönlichem Startrecht startete Johansson im ersten Trimester der Saison 2023/24 im Weltcup und erzielte in Hochfilzen einen 27. Rang im Sprint, fiel aber im läuferischen Bereich zurück. Nachdem sie nach dem Jahreswechsel in den IBU-Cup versetzt worden war und dort bereits einen Wettkampf nicht antrat, gab Johansson am 9. Januar 2024 bekannt, aus gesundheitlichen und mentalen Gründen ihre Karriere als Leistungssportlerin auf unbestimmte Zeit auszusetzen, infolgedessen trat sie eigenständig aus der Nationalmannschaft aus. Trotzdem bekam sie im August des Jahres noch einen Einsatz bei den Sommerbiathlon-Weltmeisterschaften und belegte im Massenstart den elften Rang.
Mitte Dezember 2024 gab Johansson im Alter von 25 Jahren aufgrund fehlender Motivation das Ende ihrer Laufbahn als Leistungssportlerin bekannt.

## Statistiken

### Weltcupplatzierungen
Die Tabelle zeigt alle Platzierungen (je nach Austragungsjahr einschließlich Olympische Spiele und Weltmeisterschaften).
- 1.–3. Platz: Anzahl der Podiumsplatzierungen
- Top 10: Anzahl der Platzierungen unter den ersten zehn (einschließlich Podium)
- Punkteränge: Anzahl der Platzierungen innerhalb der Punkteränge (einschließlich Podium und Top 10)
- Starts: Anzahl gelaufener Rennen in der jeweiligen Disziplin
- Staffel: inklusive Mixed- und Single-Mixed-Staffeln

| Platzierung | Einzel | Sprint | Verfolgung | Massenstart | Staffel | Gesamt |
| ----------- | ------ | ------ | ---------- | ----------- | ------- | ------ |
| 1. Platz    |        |        |            |             |         |        |
| 2. Platz    |        |        |            |             |         |        |
| 3. Platz    |        |        |            |             |         |        |
| Top 10      |        |        |            |             |         |        |
| Punkteränge |        | 2      | 3          |             |         | 5      |
| Starts      | 2      | 3      | 3          |             |         | 8      |

### Weltcupwertungen
Ergebnisse bei Weltcups (Disziplinen- und Gesamtweltcup) gemäß Punktesystem.
| Saison  | Einzel | Einzel | Sprint | Sprint | Verfolgung | Verfolgung | Massenstart | Massenstart | Gesamt | Gesamt |
| Saison  | Platz  | Punkte | Platz  | Punkte | Platz      | Punkte     | Platz       | Punkte      | Platz  | Punkte |
| ------- | ------ | ------ | ------ | ------ | ---------- | ---------- | ----------- | ----------- | ------ | ------ |
| 2022/23 | –      | –      | 68.    | 8      | 52.        | 21         | –           | –           | 66.    | 29     |
| 2023/24 | –      | –      | 66.    | 14     | 74.        | 5          | –           | –           | 77.    | 19     |

### Juniorenweltmeisterschaften
Ergebnisse bei den Juniorenweltmeisterschaften:
| Weltmeisterschaften | Weltmeisterschaften | Einzelwettbewerbe | Einzelwettbewerbe | Einzelwettbewerbe | Damenstaffel |
| Jahr                | Ort                 | Einzel            | Sprint            | Verfolgung        | Damenstaffel |
| ------------------- | ------------------- | ----------------- | ----------------- | ----------------- | ------------ |
| 2020                | Lenzerheide         | 22.               | 20.               | 25.               | 11.          |
| 2021                | Obertilliach        | 34.               | 27.               | 20.               | 11.          |

### IBU-Cup-Siege
| Nr. | Datum        | Ort          | Disziplin |
| --- | ------------ | ------------ | --------- |
| 1.  | 2. Feb. 2023 | Obertilliach | Sprint    |